# Curt Blefary
Curtis Leroy Blefary (Brooklyn, Nueva York, 5 de julio de 1943-Pompano Beach, Florida, 28 de enero de 2001), más conocido como Curt Blefary, fue un jugador profesional estadounidense de béisbol que se desempeñó en la posición de jardinero izquierdo en las Grandes Ligas de Béisbol (MLB). Logró obtener el premio Novato del Año.

## Carrera
Blefary jugó como profesional cuatro temporadas en Baltimore Orioles (1965-1968), después pasó a Houston Astros (1969), luego a New York Yankees (1970-1971), posteriormente a Oakland Athletics (1971-1972), y finalmente, a San Diego Padres, donde jugó una temporada (1972), y fue el equipo en el que se retiró.

## Premios
En 1965, fue galardonado con el premio Novato del Año.